# Acrocephalus luscinius
Acrocephalus luscinius е вид птица от семейство Acrocephalidae. Видът е критично застрашен от изчезване.

## Разпространение
Разпространен е на Северни Мариански острови.